# Marek Probosz
Marek Probosz (ur. 24 marca 1959 w Żorach) – polski aktor, reżyser, scenarzysta i producent filmowy, pisarz i wykładowca w szkole kształcącej aktorów.

## Życiorys
Syn Stanisława i Franciszki Proboszów. Jego dziadek ze strony ojca, Jerzy Probosz, był prozaikiem i poetą, autorem książki Wesele górali istebniańskich. Ma dwóch braci, Piotra i Adama, którzy również są aktorami.
Mając sześć lat, wystąpił jako błazen w baśni Hansa Christiana Andersena Księżniczka na ziarnku grochu. Jego matka pracowała w Domu Kultury w Żorach, gdzie zetknął się z teatrzykiem, a później z teatrem jako maszynista sceny.
Na małym ekranie debiutował rolą w serialu Ślad na ziemi (1978), rok później pojawił się w kinowej adaptacji powieści Emila Zegadłowicza Zmory (1979) w reżyserii Wojciecha Marczewskiego. W 1983 ukończył studia na Wydziale Aktorskim PWSFTviT w Łodzi, gdzie poznał aktorkę i przyszłą żonę Marię Probosz, z którą zagrał w dwóch filmach Andrzeja Barańskiego Niech Cię odleci Mara (1982) i Mieczysława Waśkowskiego Czas dojrzewania (1984). Jego scenicznym profesjonalnym debiutem była komedia Williama Shakespeare’a Wieczór Trzech Króli (1984) na scenie Teatru Polskiego w Warszawie.
Pod koniec lat 80. wyjechał do Hollywood i zamieszkał w Los Angeles. Przez kilka miesięcy utrzymywał się z pisania różnych tekstów: opowiadań, wierszy i scenariuszy (m.in. AUM – makabra w trzech aktach). Następnie znalazł pracę w teatrze jako pracownik techniczny. Okazjonalnie pojawiał się na ekranie; w dramacie wojennym I skrzypce przestały grać (And the Violins Stopped Playing, 1988) u boku Horsta Buchholza, dramacie Jerzego Skolimowskiego Ferdydurke (Fort 13, 1991) na podstawie powieści Witolda Gombrowicza z Crispinem Gloverem oraz melodramacie Przygoda miłosna (Love Affair, 1994) u boku Warrena Beatty, Annette Bening, Katharine Hepburn, Kate Capshaw i Pierce’a Brosnana. W 1993 ukończył studia na wydziale reżyserii filmowej w The American Film Institute w Los Angeles. Jest wykładowcą aktorstwa (ang. Adjunct Associate Professor) na Wydziale Teatralnym Uniwersytetu Kalifornijskiego.
Telewidzom przypomniał się w serialu TVP2 M jak miłość (2004–2006, 2009) jako homoseksualny Grzegorz Górski, zakochany w byłym koledze, Michale Łagodzie (Paweł Okraska), oraz telenoweli TVP1 Klan (2008) w roli profesora Cezarego Smosarskiego, wykładowcy w Wyższej Szkole Humanistyki Stosowanej, gdzie studiowała Olka Lubicz (Kaja Paschalska). W 2008 ukazała się napisana przez niego baśń dla dzieci Eldorado, która jest rezultatem jego podróży po Peru. W filmie Janosik. Prawdziwa historia (Pravdivá história o Jurajovi Jánošíkovi a Tomášovi Uhorčíkovi, 2009) zagrał postać zbója Satory.
W 2025 roku został uhonorowany przez Amerykański Instytut Kultury Polskiej w Miami Złotym Medalem za zasługi w upowszechnianiu kultury polskiej oraz tradycji rdzennych mieszkańców Ameryki Północnej. 

## Filmografia

### Obsada aktorska

#### Filmy kinowe
- 1979: Zmory jako uczeń
- 1979: Szansa
- 1980: Ćma jako Marcin – syn Jana
- 1980: Gorączka jako chłopak badany przez lekarza
- 1980: W biały dzień jako gimnazjalista w antykwariacie
- 1980: Tango ptaka jako Staszek
- 1981: Pugowitza (Pugovitsa) jako Wojtek
- 1982: Niech cię odleci mara jako Witek
- 1983: Fort 13 jako murarz
- 1983: Ślady wilczych zębów (Zánik samoty Berhof) jako Detlev
- 1984: Czas dojrzewania jako narkoman Krzysztof Prętowski
- 1985: Cień paproci (Stín kapradiny) jako Ruda Aksamit
- 1985: List gończy
- 1986: Życie wewnętrzne jako kapral
- 1987: Kocham kino jako Paweł
- 1988: I skrzypce przestały grać (And the Violins Stopped Playing) jako uczestnik balu sylwestrowego u hrabiego Paszkowskiego
- 1991: Ferdydurke jako „Syfon”
- 1991: Niech żyje miłość jako Sewek
- 1994: Przygoda miłosna (Love Affair) jako rosyjski marynarz
- 1995: Gracze jako Potocki
- 1995: Nic śmiesznego jako asystent na planie filmu Adama
- 1997: Brat naszego Boga (Our God’s brother) jako zakonnik
- 1998: Blonde Forever jako europejski gwiazdor
- 1999: Message from Moscow jako Siergiej
- 2002: Y.M.I jako Roman
- 2005: Krótka histeria czasu jako profesor Wolański, ojciec Marty
- 2009: Janosik. Prawdziwa historia (Pravdivá história o Jurajovi Jánošíkovi a Tomášovi Uhorčíkovi) jako Satora
- 2009: Rewers jako Jason
- 2012: Bokser jako Gary Michalsky, menadżer Przemka
- 2013: Układ zamknięty jako redaktor naczelny Echo TV
- 2016: Smoleńsk jako przyjaciel ojca Niny
- 2017: Pewnego razu w listopadzie jako wykładowca

#### Filmy TV
- 1980: Przed maturą jako uczeń
- 1988: Horecka jako Josef Kocourek
- 2004: Helter Skelter jako Roman Polański
- 2006: Śmierć rotmistrza Pileckiego (Scena Faktu) jako Witold Pilecki

#### Seriale TV
- 1978: Ślad na ziemi jako wnuk
- 1997: Sława i chwała jako angielski lotnik (odc. 7)
- 2000: JAG – Wojskowe Biuro Śledcze (JAG) jako Trapeznikov
- 2003: Detektyw Monk (Monk) jako cyrkowiec Siergiej
- 2004–2006, 2009: M jak miłość jako Grzegorz Górski, kolega Michała
- 2005: Wzór (Numb3rs) jako Mark Andric
- 2008: Klan jako profesor Cezary Smosarski
- 2012: Scandal  jako Oskar[4]  (odc. 1, sezon 1)
- 2015: Skorpion jako ambasador z Polski (odc. 9, sezon 2)

#### Filmy krótkometrażowe
- 1982: Nagi przyszedłem jako Abel
- 2008: Lisette jako Tomasz

### Reżyseria
- 2002: Y.M.I

### Scenarzysta
- 2002: Y.M.I

### Producent
- 2002: Y.M.I